# 同福集团
同福集团股份有限公司（新三板除牌前：834861，简称：同福集团），是一家曾在中国新三板挂牌的上市公司，主要从事碗粥、罐粥、蛋白饮料等食品的生产与销售。
公司成立于2007年2月9日，前身为三鹿集团（安徽）乳业有限公司。2007年11月8日，更名为三鹿集团（安徽）食品有限公司。受2008年中国毒奶粉事件影响，公司于2008年11月5日更名为安徽双佳食品有限公司。2009年8月11日，更名为安徽同福食品有限责任公司。2012年12月28日，公司名称变更为同福碗粥股份有限公司。
2015年12月16日，同福碗粥股份有限公司在新三板挂牌上市，证券简称为同福碗粥，主办券商为大通证券。2017年11月20日，公司名称由“同福碗粥股份有限公司”变更为“同福集团股份有限公司”，证券简称由 “同福碗粥”变更为“同福集团”。
公司现任董事长为刘山国，曾担任石家庄三鹿饮品有限公司董事长。
2017年，公司实现营业收入4.91亿元，同比增长4.85%；实现净利润1558.66万元，同比增长3.91%。